# Anselme Bellegarrigue
Anselme Bellegarrigue, fransk individualanarkist, född 1813, mest känd för ett manifest skrivet 1850. Bellegarrigue stod idémässigt nära Max Stirner med en solipsisistisk syn med skillnaden att han ansåg kommunen vara en naturlig konstruktion.
Bellegarrigue gav även ut en anarkistisk tidskrift.